# Ringina antarctica
Ringina antarctica is een spinnensoort in de taxonomische indeling van de hangmatspinnen (Linyphiidae).
Het dier behoort tot het geslacht Ringina. De wetenschappelijke naam van de soort werd voor het eerst geldig gepubliceerd in 1939 door Vernon Victor Hickman.